# Aalborg Fægteklub
Aalborg Fægteklub er en fægteklub i Aalborg stiftet i 1931.

## Trænere
Klubben har i en længere årrække samarbejdet med den polske, diplomuddannede fægtemester Krzysztof Borowski, der blandt andet har været fægtemester i to klubber i Polen og derefter i omkring 20 år var ansat af Dansk Fægte-Forbund. 
Han blev i perioden 2018-2023 suppleret af argentinsk-italienske Felipe Saucedo, der 2005-18 var på det argentinske landshold og deltog i blandt andet South American Games og Pan-American Games. Han var 2013-17 træner i klubben Centro Naval Buenos Aires, inden han kom til Aalborg Fægteklub. Felipe Saucedo er ud af en fægtefamilie, idet hans farfar, Raúl, deltog i OL i 1932, 1936 og 1948, mens hans far, Guillermo, deltog i OL i 1968 og 1972.. Kort efter Felipe Saucedo forlod Aalborg Fægteklub omkring påske 2023, fik klubben endnu en international kapacitet i form af italienske Leonardo De Stefani, der er ud af en fægtefamilie og har fægtet siden han var fem-seks år gammel. Han har de senere år været instruktør for børn og unge i sin families fægteklub i Venedig.   
Aalborg Fægteklub, der aktuelt har omkring 60 medlemmer, var i 2019 vært for fægteaktiviteterne under Ungdomslegene, et international arrangement for Aalborgs venskabsbyer, som ikke havde haft fægtning på programmet i næsten 25 år.[kilde mangler]
Aalborg Fægteklub blev i 2016 af Dansk Fægte-Forbunds repræsentantskab kåret som Årets Klub.

## Ekstern henvisning
- Hjemmeside

| Sport | Spire Denne artikel om sport er en spire som bør udbygges. Du er velkommen til at hjælpe Wikipedia ved at udvide den. |